# Román Vega
Román Gabriel Vega (Buenos Aires, 1º gennaio 2004) è un calciatore argentino, difensore dello Zenit San Pietroburgo.

## Caratteristiche tecniche
Gioca come terzino sinistro.

## Carriera

### Club
Vega è cresciuto nel settore giovanile dell'Argentinos Juniors, ha debuttato in prima squadra il 9 maggio 2020 nell'incontro di Copa de la Liga Profesional vinto 2-0 contro l'Estudiantes (LP). Il 22 settembre 2022 è stato ceduto in prestito al Barcellona che lo ha assegnato alla propria seconda squadra. Ha debuttato il 2 ottobre seguente nell'incontro di Primera Federación perso 2-0 contro la Real Sociedad B.
Il 30 giugno 2023 ha fatto ritorno in Argentina dove è stato promosso in prima squadra.
Il 3 luglio 2025 viene annunciato il suo passaggio ai russi dello Zenit San Pietroburgo con il quale firma un contratto valido fino al 2030.

### Nazionale
Nel 2023 ha partecipato con l'Argentina Under-20 al campionato mondiale.

## Statistiche

### Presenze e reti nei club
Statistiche aggiornate al 27 ottobre 2024.
| Stagione                 | Squadra                  | Campionato               | Campionato | Campionato | Coppe nazionali | Coppe nazionali | Coppe nazionali | Coppe continentali | Coppe continentali | Coppe continentali | Altre coppe | Altre coppe | Altre coppe | Totale | Totale | Totale |
| Stagione                 | Squadra                  | Comp                     | Pres       | Reti       | Comp            | Pres            | Reti            | Comp               | Pres               | Reti               | Comp        | Pres        | Reti        | Pres   | Reti   |        |
| ------------------------ | ------------------------ | ------------------------ | ---------- | ---------- | --------------- | --------------- | --------------- | ------------------ | ------------------ | ------------------ | ----------- | ----------- | ----------- | ------ | ------ | ------ |
| 2021                     | Argentinos Juniors       | PD                       | 1          | 0          | CA+CdL          | 0+1             | 0               | CL                 | 0                  | 0                  |             | -           | -           | 2      | 0      |        |
| 2022                     | Argentinos Juniors       | PD                       | 1          | 0          | CA+CdL          | 0               | 0               |                    | -                  | -                  |             | -           | -           | 1      | 0      |        |
| 2022-2023                | Barcellona B             | PF                       | 17         | 0          |                 | -               | -               |                    | -                  | -                  |             | -           | -           | 17     | 0      |        |
| 2023                     | Argentinos Juniors       | PD                       | 0          | 0          | CA+CdL          | 0+5             | 0               | CL                 | 0                  | 0                  |             | -           | -           | 5      | 0      |        |
| 2024                     | Argentinos Juniors       | PD                       | 14         | 0          | CA+CdL          | 2+13            | 0               | CS                 | 3                  | 0                  |             | -           | -           | 32     | 0      |        |
| Totale Argentinos Junior | Totale Argentinos Junior | Totale Argentinos Junior | 16         | 0          |                 | 21              | 0               |                    | 3                  | 0                  |             | -           | -           | 40     | 0      |        |
| Totale carriera          | Totale carriera          | Totale carriera          | 33         | 0          |                 | 21              | 0               |                    | 3                  | 0                  |             | -           | -           | 57     | 0      |        |